# Орден Канады
 О́рден Кана́ды (англ. Order of Canada, фр. Ordre du Canada) — высшая гражданская награда Канады.

## История
Орден учреждён 17 апреля 1967 года королевой Великобритании и Канады Елизаветой II по случаю празднования столетия государства (1 июля 1967) и предназначен для награждения граждан Канады и иностранных граждан.
Первое награждение произведено 7 июля 1967 года. Среди первых награждённых были нейрохирург Уайлдер Пенфилд и хоккеист Морис Ришар.
Сувереном ордена является британский монарх. Награждение производит генерал-губернатор Канады.

## Степени
Орден делится на три степени:
1. Компаньон ордена Канады (англ. Companions of the Order of Canada, CC) — этой степенью награждают за наивысшие заслуги перед Канадой и человечеством. В течение года возможно не более 15 награждений, при этом количество компаньонов ограничено 165 здравствующими лицами — подданными Канады. По состоянию на август 2017 года было 146 здравствующих компаньонов.
2. Офицер ордена Канады (англ. Officers of the Order of Canada, OC) — награждают за высокие заслуги перед Канадой и человечеством. В течение года возможно не более 64 награждений. Нет ограничений по количеству одновременно живущих офицеров орденов. По состоянию на август 2017 года насчитывалось 1049 здравствующих офицеров ордена.
3. Член ордена Канады (англ. Members of the Order of Canada, CM) — награждают за отличную службу в или для определённого сообщества, группы или сферы деятельности. В течение года возможно не более 136 награждений. Нет ограничений по количеству одновременно живущих членов орденов. По состоянию на август 2017 года насчитывался 2281 здравствующий член ордена.

Всего за 50 лет было награждено более 6800 человек.

## Знаки ордена

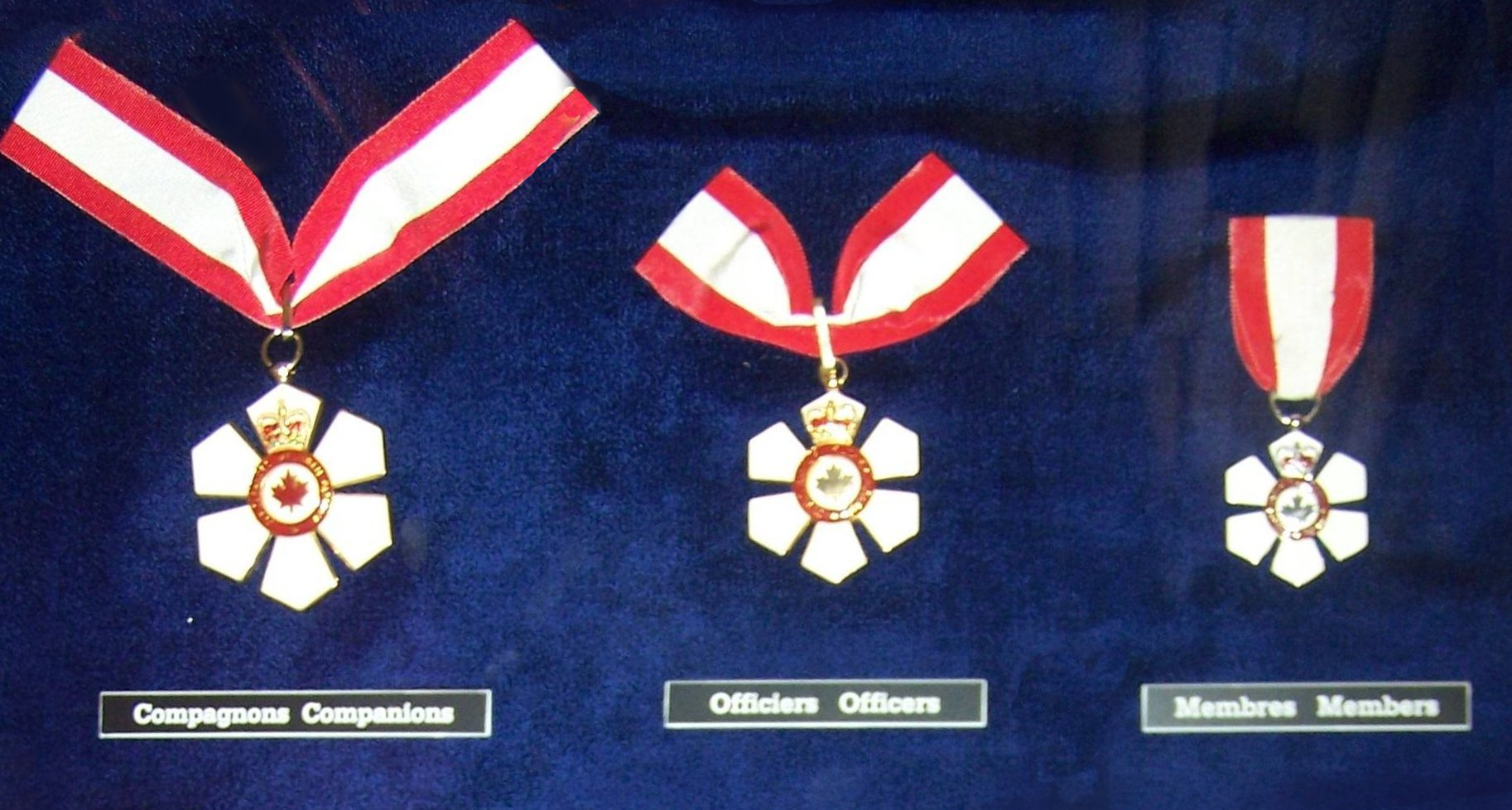
Три степени Ордена Канады: компаньон, офицер и член ордена (слева-направо)

Знак ордена представляет собой стилизованную шестиконечную белую снежинку в золотом (для Членов ордена — серебряном) обрамлении с изображением британской короны на верхнем «лепестке», красного (для Компаньонов), золотого (для Офицеров) и серебряного (для Членов ордена) кленового листа в центре и латинской надписью «Desiderantes meliorem patriam» («Желающие лучшего Родине») по красному кругу, окаймляющему центр.
Кавалеры ордена имеют право прибавлять при официальном написании своих фамилий буквы «СС» («компаньон»), «ОС» («офицер») или «СМ» («член») и носить на повседневной одежде миниатюры знака ордена.

## Способы ношения ордена

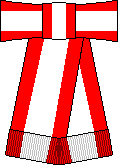
Бант для женщин

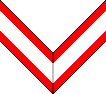
Шейная лента Компаньона или Офицера ордена (для мужчин)

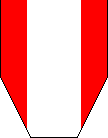
Лента Члена ордена (для мужчин)

Знак Компаньона и Офицера ордена носится на шейной ленте мужчинами и на специальном банте женщинами. Знаки Членов ордена носятся на ленте на груди мужчинами и на банте женщинами.

## Награждения иностранных граждан
Иностранцы считаются почётными компаньонами, офицерами или членами ордена. В течение года возможно не более 5 награждений.
По состоянию на 2018 год известно 24 почётных награждения. Курсивом выделены те иностранцы, которые впоследствии получили канадское гражданство и стали обычными кавалерами ордена.

### Почётные компаньоны (6)
- Мандела, Нельсон — бывший президент ЮАР (1998)
- Королева-мать Елизавета (2000)
- Фрэнк Гери — архитектор (2002)
- Бутрос-Гали, Бутрос — 6-й генеральный секретарь ООН (2004)
- Гавел, Вацлав — 10-й президент Чехословакии и 1-й президент Чехии (2004)
- Ага-хан IV — 49-й имам исмаилитов (2005)

### Почётные офицеры (10)
- Гэлбрейт, Джон Кеннет — американский экономист (1997)
- Хилльер, Джеймс — создатель электронного микроскопа (1997)
- Дютуа, Шарль — руководитель Монреальского симфонического оркестра (награждён в 1997, вручён в 2002)
- Моисеевич, Таня[англ.] — английский театральный дизайнер (2003)
- Пиво, Бернар — журналист и деятель культуры Франции (2008)
- Азнавур, Шарль — певец и актёр (2008)
- Самар, Сима — афганский правозащитник и политический деятель
- Хокинс, Ронни — американский рок-музыкант (2013)
- Тови, Брамуэлл — британский композитор (2013)
- Шаде, Михаэль — оперный певец (2016)

### Почётные члены (8)
- Шердаун, Зена[англ.] — одна из участниц «Канадской хитрости» (1981, вручён в 1986)
- Лилиенштайн, Лоис — участница группы Sharon, Lois & Bram (2002)
- Кэбот, Фрэнсис[англ.] — американский садовод и растениевод (2005)
- Бей, Саломея[англ.] — американская актриса, музыкант (2005)
- Ричард, Закари[англ.] — американский музыкант (2010)
- Косс, Юхан-Улаф — норвежский конькобежец (2015)
- Райх, Кэти — американская писательница и антрополог (2018)
- Шмелк, Ричард — американский банкир и филантроп (2018)